# Bacia Polar Norte (Marte)

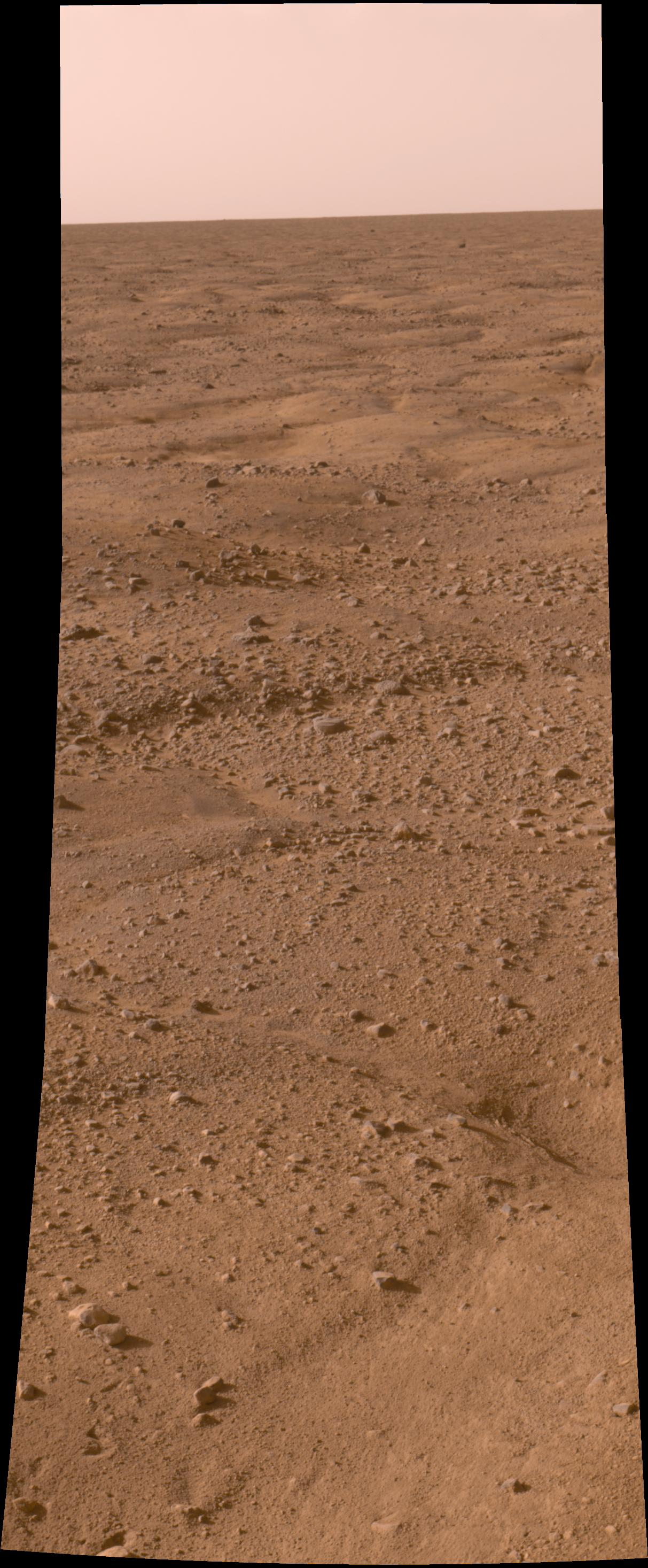
Missão "Phoenix" em Marte

A Bacia Polar Norte é uma grande bacia localizada no hemisfério norte de Marte. Essa região recebeu esse nome devido à existência de uma formação semelhante na Terra, a Bacia Polar Norte, com similar localização no globo. Chryse Planitia, o sítio explorado pela Viking 1, é uma baía que termina nessa bacia.